# Zselickislak
Zselickislak község Somogy vármegyében, a Kaposvári járásban.

## Fekvése
A megyeszékhely, Kaposvár déli szomszédságában, a város központjától mindössze 6 kilométerre található ez a kis zselici falu, amely gyönyörű környezetben, a Zselic-patakba torkolló Pölöske-patak völgyében fekszik. Három „hegy” lankái határolják: a Szuszka, a Deres és az Öreg-hegy.
Közigazgatási területe Kaposvárt leszámítva mindössze két további településsel határos: keleti szomszédja Zselicszentpál, nyugat felől pedig az amúgy délebbre fekvő Bőszénfához tartozó lakatlan külterületek határolják.

### Megközelítése
Zsáktelepülésnek tekinthető, mivel közúton csak egy irányból érhető el, a Szigetvár-Kaposvár-Balatonszemes közti 67-es főútról Zselicszentpáltól északra, nyugati irányba lekanyarodva rövid bekötőúton (a 66 147-es úton), ez vezet a falu szívébe. A tőle északnyugatra fekvő, Kaposvárhoz tartozó Kapos-Zselic kertváros és a délnyugati szomszédjában elhelyezkedő, egykor önálló, de évtizedek óta ugyancsak a városhoz tartozó Töröcske önkormányzati utakon közelíthető meg.
Vasútvonal nem érinti, a legközelebbi vasúti csatlakozási lehetőséget a több vasútvonal által is érintett kaposvári vasútállomás kínálja.

## Története
Zselickislak nevét 1460-ban említette először oklevél, mint a Viszlói Áron család birtokát. Az 1571. évi török kincstári adólajstromban Kis-Lak néven fordult elő, 11 házzal. 1660-ban a szigligeti vár tartozéka volt. 1715-ben 6 háztartást írtak benne össze. Ekkor gróf Esterházy József birtoka volt, de 1726-ban már a herczeg Esterházy-féle hitbizományhoz tartozott, mely még az 1900-as évek elején is a legnagyobb birtokosa volt. A település római katolikus plébániáját 1901-ben hozták létre.
A 20. század elején Somogy vármegye Kaposvári járásához tartozott. 1910-ben 665 magyar, római katolikus lakosa volt.
A községhez tartozott a kislaki erdészlak is.

## Közélete

### Polgármesterei
- 1990–1994: Hatta József (független)[3]
- 1994–1998: Bencs János (független)[4]
- 1998–2002: Póré László (független)[5]
- 2002–2006: Dimák Béla (független)[6]
- 2006–2010: Bene Sándor (Fidesz)[7]
- 2010–2014: Bene Sándor (Fidesz-KDNP)[8]
- 2014–2019: Bene Sándor (Fidesz-KDNP)[9]
- 2019–2024: Bene Sándor (Fidesz-KDNP-MVMP)[10]
- 2024– : Bene Sándor (Fidesz-KDNP-MVMP)[1]

## Népesség
A település népességének változása:
| Lakosok száma | 304  | 301  | 308  | 411  | 409  | 414  | 430  |
|               | 2013 | 2014 | 2015 | 2021 | 2022 | 2023 | 2024 |

A 2011-es népszámlálás során a lakosok 96,6%-a magyarnak, 1,5% németnek, 1,5% cigánynak, 0,3% horvátnak mondta magát (2,8% nem nyilatkozott; a kettős identitások miatt a végösszeg nagyobb lehet 100%-nál). A vallási megoszlás a következő volt: római katolikus 62,1%, református 3,1%, evangélikus 0,3%, felekezeten kívüli 21,4% (12,2% nem nyilatkozott).
2022-ben a lakosság 95,1%-a vallotta magát magyarnak, 1,7% németnek, 1,5 cigánynak, 0,2% lengyelnek, 0,2% horvátnak, 1,5% egyéb, nem hazai nemzetiségűnek (4,4% nem nyilatkozott; a kettős identitások miatt a végösszeg nagyobb lehet 100%-nál). Vallásuk szerint 53,8% volt római katolikus, 5,6% református, 0,7% evangélikus, 0,2% izraelita, 1,2% egyéb keresztény, 1,2% egyéb katolikus, 8,3% felekezeten kívüli (28,9% nem válaszolt).

## Látnivalók
- A ma műemléki védelem alatt álló római katolikus templom 1790-ben épült.[13]
- Szent István-szobor[14]

### Természet
Erdőségben gazdag terület, ahol a cser és a tölgy mellett elsősorban a Zselic egyik leggyakoribb őshonos fája, az ezüst hárs található, mely napjainkban is hazánk legjobb „méhlegelői” közé tartozik. Rendkívül gazdag a vadállománya, megtalálható itt a szarvas, az őz, a vaddisznó, s ez a vadászatot kedvelőknek igazi kikapcsolódást jelent.

### Cross Centrum
A 67-es főútról a faluba vezető bekötőút mellett fekvő motokrossz pálya Somogy megye legjobban karbantartott ilyen jellegű létesítménye.

### Intézmények
2016. december 10-én nyílt meg a településen a 95 férőhellyel rendelkező Zselic Katolikus Idősek Otthona.